# Laulouze
Le ruisseau Laulouze, ou l'Aulouze, ou le Rieu Tort, est un cours d'eau du Sud-Ouest de la France dans le département des Pyrénées-Atlantiques, affluent droit du gave de Pau et sous-affluent de l'Adour.

## Étymologie
Le cours d'eau est nommé Auloze en 1352, l'Aulosa en 1538, l'Aulous sur la carte de Cassini, Louse, l'Aulouse selon Paul Raymond.
Son nom est à rapprocher de celui de l'Aulouste, un affluent du Gers.

## Géographie
Selon le SANDRE, le ruisseau Laulouze est un cours d'eau dont la partie amont est identifiée, d'après les cartes du Géoportail, sous les noms de Rieu Tort puis de l'Aulouze.
Dans le quart nord-est du département des Pyrénées-Atlantiques, le Rieu Tort prend sa source à 237 mètres d'altitude sur les coteaux nord du gave de Pau, sur la commune de Denguin, à plus de trois kilomètres au nord-est du bourg.
Il prend d'abord la direction du sud sur trois kilomètres, passant sous l'autoroute A64 puis sous la ligne ferroviaire Toulouse-Bayonne, recevant entre-temps en rive gauche le gave de Malapet. Il bifurque vers l'ouest-nord-ouest, reçoit en rive gauche la Palue, prend alors le nom d'Aulouze et passe au nord du bourg de Denguin.
Il est grossi sur sa droite par le ruisseau de Dieubouseydes et s'écoule au nord du bourg de Labastide-Cézéracq. Au sud-est de la ville d'Artix, il passe sous la route départementale (RD) 817, ainsi que de nouveau à deux reprises sous la même ligne ferroviaire, reçoit le Habarnet en rive droite et prend le nom de ruisseau Laulouze.
Au sud d'Artix, il est franchi par la RD 281, continue encore au nord-nord-ouest sur quatre kilomètres et oblique vers l'ouest pour ses derniers 300 mètres.
Il conflue avec le gave de Pau en rive droite, au sud du lieu-dit les Bordes, à 91 mètres d'altitude, 600 mètres au sud-est du bourg de Lacq.
Pour le SANDRE, la longueur du ruisseau Laulouze est de 15,73 km.

### Département et communes traversés
Dans le département des Pyrénées-Atlantiques, le ruisseau Laulouze arrose cinq communes, soit d'amont vers l'aval : Denguin (source), Labastide-Cézéracq, Labastide-Monréjeau, Artix et Lacq (confluence avec le gave de Pau).

### Bassin versant
Son bassin versant est inclus dans une seule zone hydrographique : "Le Gave de Pau du confluent du bras du Gave au confluent de la Bayse".
Outre les cinq communes baignées par le ruisseau Laulouze, son bassin versant en concerne également quatre autres :
- Aussevielle arrosée par le gave de Malappet[3] et où la Palue prend sa source[4] ;
- Cescau, bordée au sud par le Habarnet sur deux kilomètres et demi[5] ;
- Poey-de-Lescar où le gave de Malapet prend sa source[3] ;
- Serres-Sainte-Marie — bien que le SANDRE ne mentionne pas cette commune — dont le Habarnet marque la limite territoriale à l'est sur plus de 500 mètres, par rapport à Labastide-Monréjeau.

## Affluents et nombre de Strahler
Le SANDRE a répertorié huit petits affluents du ruisseau Lalouze mais en fait figurer onze sur sa carte.
D'amont vers l'aval se succèdent notamment :
- le gave de Malapet, long de 2,9 km[3] en rive gauche ;
- la Palue : 2,25 km[4] en rive gauche :
- le ruisseau de Dieubouseydes[2] : 2,56 km[6] en rive droite ;
- le Habarnet : 5,37 km[5] en rive droite.

Deux des affluents ayant chacun un affluent, le ruisseau Laulouze a un nombre de Strahler de trois.
Il est à noter que l'Agle, n'est pas un affluent du ruisseau Laulouze mais du gave de Pau.